# 紀文幹
紀 文幹（き の ふみもと）は、平安時代中期の貴族・歌人。参議・紀淑光の子。官位は従五位下・信濃守。

## 経歴
天慶7年（944年）、信濃国に国司（信濃守）として下向したが、到着した9月2日か9月3日の夜は暴風雨が吹き荒れており国衙が倒壊し、その下敷きとなり圧死した。最終官位は従五位下信濃守。松本市大村に、文幹の墓とされる「国司塚」が残る。
『拾遺和歌集』春の部に承平4年（934年）詠じた屏風の歌一首が掲載されている。

## 官暦
- 天慶元年（938年）5月1日：見式部丞?[4]
- 時期不詳：従五位下、蔵人[5]
- 天慶7年（944年）：信濃守。9月2-3日：卒去